# Ras Alhague
Ras Alhague eller Alfa Ophiuchi (α Ophiuchi, förkortat Alfa Oph, α Oph), som är stjärnans Bayer-beteckning, är en dubbelstjärna i den norra delen av stjärnbilden Ormbäraren. Den har en skenbar magnitud på +2,07, är den ljusaste stjärnan i stjärnbilden och är synlig för blotta ögat. Baserat på parallaxmätningar i Hipparcos-uppdraget på 67,1 mas beräknas den befinna sig på ca 49 ljusårs (15 pc) avstånd från solen. 
Ras Alhague är Västergötlands landskapsstjärna.

## Nomenklatur
Alfa Ophiuchi är också känd under det traditionella namnet Rasalhague, som kommer från det arabiska رأس الحواء (ra'is al-ḥawwā'), vilket betyder "ormbärarens huvud". År 2016 organiserade Internationella astronomiska unionen en arbetsgrupp för stjärnnamn (WGSN) med uppgift att katalogisera och standardisera riktiga namn för stjärnor. WGSN:s första bulletin av juli 2016 innehåller en tabell över de första två satserna av namn som fastställts av WGSN där också Rasalhague ingår som namn för denna stjärna.

## Egenskaper
Primärstjärnan Alfa Ophiuchi A är en blå till vit jättestjärna av spektralklass A5 III Den har en massa som är ca 2,4 gånger solens massa, en radie som är ca 2,6 och utsänder ca 25 gånger mera energi än solen från dess fotosfär vid en effektiv temperatur på ca 8 000 K. Den är en snabbt roterande stjärna med en projicerad rotationshastighet på 240 km/s. Den roterar med ca 88,5 procent av den hastighet som skulle få stjärnan att brytas upp. Detta ger den en något tillplattad form med en ekvatorialradie som är ca 20 procent större än polarradien.
Alfa Ophiuchi är ett dubbelstjärna med en omloppsperiod på ca 8,62 år. Konstellationens parametrar var endast dåligt kända fram till 2011 då observationer med adaptiv optik gav en bättre omloppspassning, så att de enskilda massorna av de två stjärnorna kunde bestämmas. Följeslagarens massa tyder på att den har en spektralklass i intervallet K5 V till K7 V, vilket anger att den är en stjärna i huvudserien som fortfarande alstrar energi genom termonukleär fusion av väte vid dess kärna. Paret nådde periapsispassagen omkring 19 april 2012, när de hade en vinkelseparation på 50 mas.